# Burtina sectinota
Burtina sectinota är en fjärilsart som beskrevs av W. Warren 1905. Burtina sectinota ingår i släktet Burtina och familjen mätare. Inga underarter finns listade i Catalogue of Life.